# Barcelona Activa
Barcelona Activa és l'agència de desenvolupament local de l'Ajuntament de Barcelona.
Creada l'any 1986, aquesta empresa municipal va néixer com un viver d'empreses amb 16 projectes incubats.
En els estatuts actualitzats a 2019, hom cita que la Societat Anònima s'anomena "Barcelona Activa, SAU SPM”, amb naturalesa jurídica de Societat Privada Municipal de l'Ajuntament de Barcelona. Avui, Barcelona Activa dona suport a les persones emprenedores, la innovació, la millora professional i la creació d'ocupació.